# (13830) ARLT
(13830) ARLT (1999 XM7) – planetoida z pasa głównego asteroid okrążająca Słońce w ciągu 4,72 lat w średniej odległości 2,81 j.a. Odkryta 4 grudnia 1999 roku.